# Deal
Deal är en stad och civil parish i grevskapet Kent i sydöstra England. Staden ligger i distriktet Dover, cirka 13 kilometer nordost om Dover och cirka 12 kilometer söder om Ramsgate. Den är sammanvuxen med småstaden Walmer i söder. Civil parishen hade 20 342 invånare vid folkräkningen år 2021.